# Trouble in Dreams
Trouble in Dreams è l'ottavo album in studio del gruppo musicale canadese Destroyer, pubblicato nel 2008.

## Tracce
Testi e musiche di Dan Bejar.
1. Blue Flower/Blue Flame – 3:24
2. Dark Leaves Form a Thread – 3:36
3. The State – 3:58
4. Foam Hands – 3:50
5. My Favorite Year – 6:07
6. Shooting Rockets (from the Desk of Night's Ape) – 8:00
7. Introducing Angels – 3:44
8. Rivers – 5:14
9. Leopard of Honor – 5:33
10. Plaza Trinidad – 3:33
11. Libby's First Sunrise – 6:00